# Пил (остров Мэн)

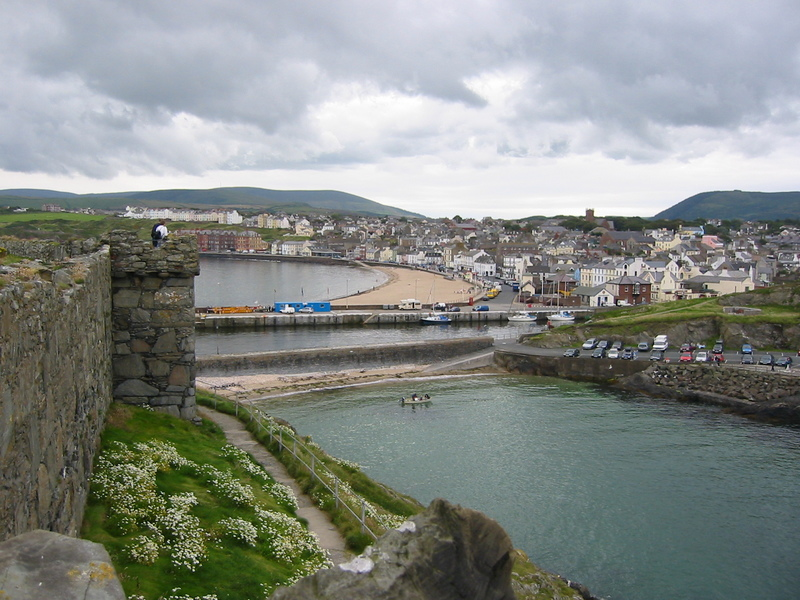
Вид на Пил с острова Св. Патрика

Пил (англ. Peel, мэн. Purt ny hInshey, в буквальном переводе мэнское название значит «Порт острова») — город на острове Мэн. Население составляет 3785 жителей (по переписи 2001 года). Основные отрасли экономики — туризм, рыболовство и пищевая промышленность (переработка морепродуктов).
В Пиле расположен единственный на острове кафедральный собор. Здесь расположен центр епархии Содора и Мэна.

## География
Пил расположен на берегу Ирландского моря, на западном побережье острова. Неподалёку от города река Неб впадает в море.

## Транспорт
В Пиле расположен морской порт. Порт прежде всего обслуживает рыболовный флот, но имеет транспортное значение, через порт Пила на остров ввозится жидкое топливо. Регулярного паромного сообщения с другими портами нет.
В прошлом в Пиле была железнодорожная станция, но теперь железная дорога разобрана. Бывший вокзал используется как музей.
Связан автомобильными дорогами с городом Дуглас на востоке острова (дорога A1) и с Керк-Майкл на западном побережье (дорога A4).

## Достопримечательности

### Замок и остров Св. Патрика

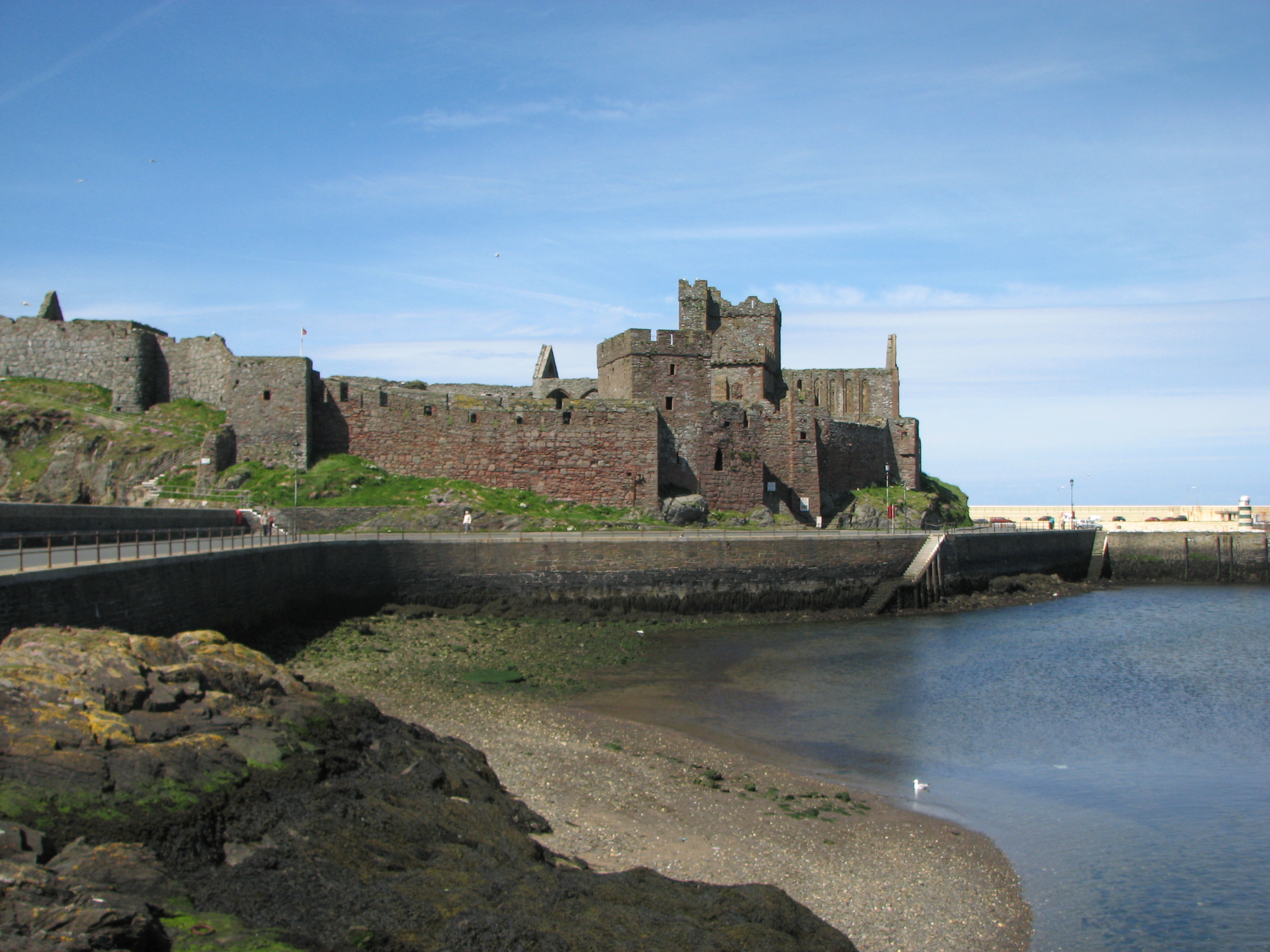
Замок Пил на острове Св. Патрика

Замок Пил был основан викингами в XI веке. В XVIII веке замок был заброшен. Сейчас большая часть замка представляет собой руины. Замок расположен на небольшом островке Св. Патрика, который соединён с островом Мэн дамбой. Кроме руин замка на этом острове находятся руины церкви Св. Патрика, круглая башня наподобие ирландских, руины бывшего кафедрального собора острова (Собор Св. Германа, St. German).

### Музеи
В Пиле находятся несколько музеев. Музей The House of Manannan посвящён истории острова, среди прочего здесь можно увидеть копию корабля викингов. Музей открылся в 1997 году в здании бывшего железнодорожного вокзала. Истории города посвящён музей Leece Museum. О прошлом рыболовства в Пиле рассказывают эксопзиции старой фабрики по копчению сельди (Kipper Factory).
В музее транспорта (The Manx Transport Museum) размещены экспозиции, посвящённые транспорту острова Мэн: железным дорогам, автомобильному транспорту и автобусам, морским паромам.

### Церкви
В Пиле расположен единственный кафедральный собор острова, собор Св. Германа (St. German). Этот храм был построен в 1879—1884 годах в неоготическом стиле. В 1980 году этот храм получил статус кафедрального собора, после того как были окончательно отвергнуты планы восстановления старого кафедрального собора, расположенного на острове Св. Патрика.
Церковь Св. Иоанна Крестителя (St. John the Baptist) была построена в 1849 году в стиле-подражании английской готике XIII века.
Также в Пиле сохранилось здание бывшей церкви Св. Иоанна Евангелиста (St. John the Evangelist), построенное в 1852 году, но теперь оно используется как частный жилой дом.

## Другое
- Рядом с Пилом расположена Башня Коррина (Corrin’s tower) — фолли, выстроенная в 1806 году.
- В окрестностях Пила расположены две живописные долины — Glen Maye и Glen Mooar.
- В Пиле располагается компания Peel Engineering Company, выпускавшая в 60-х гг., а также с 2011г. официально самый маленький автомобиль — Peel P50.